# Gaspar Viana
Gaspar de Oliveira Vianna (Belém, 11 de maio de 1885 – Rio de Janeiro, 14 de junho de 1914) foi um médico patologista e pesquisador brasileiro. Seu trabalho mais importante foi a descoberta da cura para a leishmaniose, que ajudou a salvar a vida de milhões de pessoas no mundo inteiro.

## Biografia
Gaspar nasceu em Belém do Pará, na Rua Benjamin Constant, no bairro do Reduto, no fim do século XIX, crescendo numa rua bastante calma e tranquila. Teve uma adolescência mergulhada em curiosidades, dúvidas e muitos livros, Gaspar concluiu o ensino secundário (ensino Médio) No Colégio Estadual Paes de Carvalho, foi lá que ele começou a se interessar pela medicina, interesse que veio a se transformar em paixão e que o levou a realizar a maior façanha de sua vida, a descoberta da cura para a até então considerada incurável Leishmaniose, antes disso em 1903, Gaspar se mudou para ao Rio de Janeiro, obstinado por seu sonho profissional. A cidade vivia grandes revoluções urbanistas.

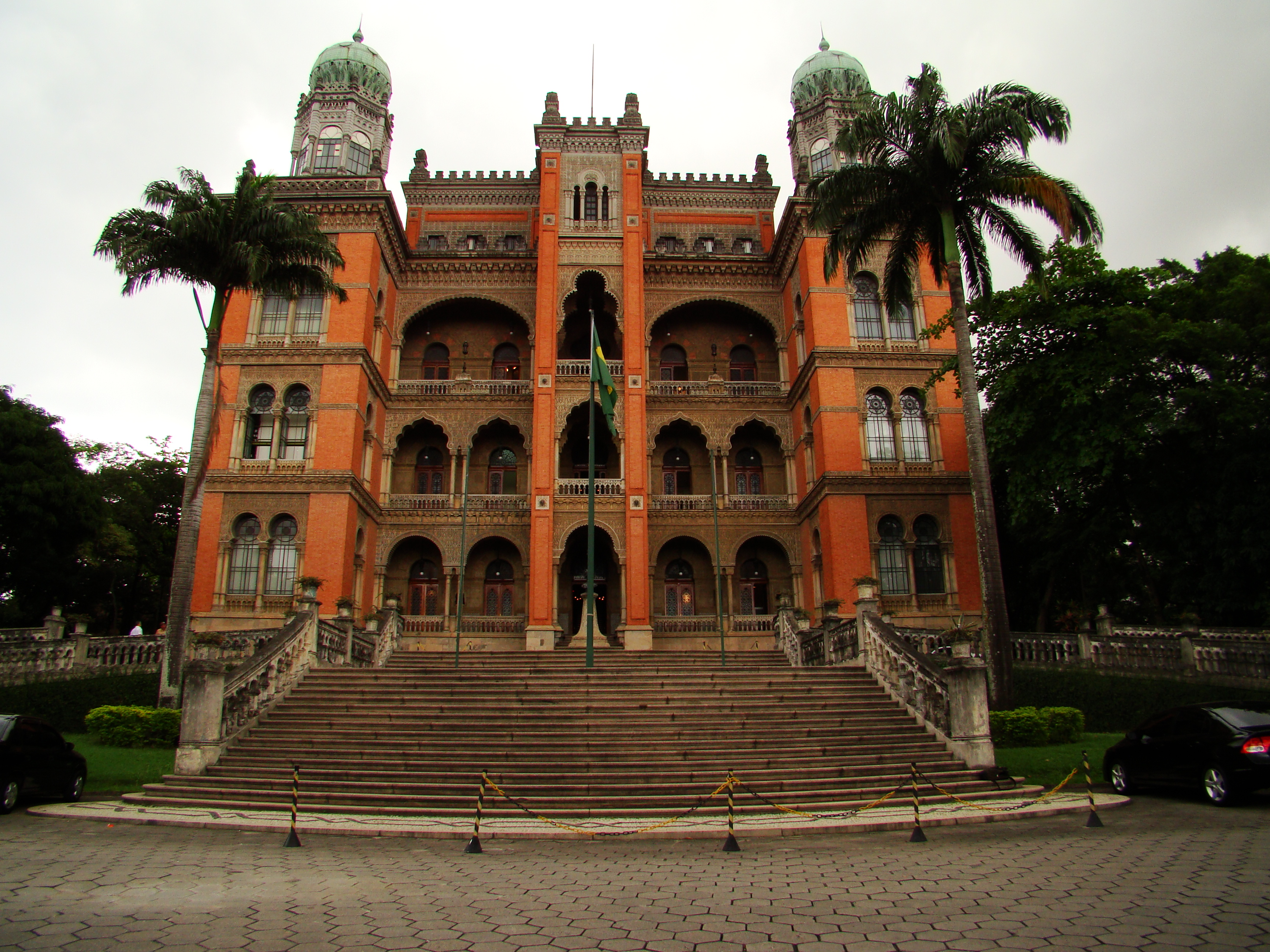
Fachada do Castelo da Fiocruz, construído em estilo neomourisco, sedia a instituição onde Gaspar realizou suas principais pesquisas.

O então prefeito da cidade Pereira Passos preocupava-se com as questões sanitárias e com as doenças que assombravam a população da época. Por isso o médico Oswaldo Cruz foi nomeado pelo então presidente da república, Rodrigues Alves, para acabar com a peste bubônica, neste mesmo ano ele foi designado ao cargo de diretor geral de saúde pública e passou a dirigir campanhas de combate à febre amarela e à varíola, doenças incontroláveis na época. Esse período de estudos e evolução na área médica ficou conhecido como “Sonhos Tropicais”, uma denominação emprestada por um médico, mas também mestre das letras: o escritor Moacyr Scliar.
Foi um início desafiador para o jovem de 18 anos, que já era órfão de pai, o português Manoel Gomes Viana, e que contava apenas com o apoio da mãe, Leonor Jesus Oliveira, um irmão mais velho e duas irmãs. Logo Gaspar passou a se destacar na faculdade de medicina, e chamou a atenção do professor de histologia, Eduardo Chapot Prévost. Logo Gaspar, junto com o seu irmão Arthur, montou um laboratório de análises clínicas no largo carioca, movido pela vontade de aprender cada vez mais, ele passou a frequentar diariamente o Hospital da Santa Casa de Misericórdia, que ficava perto de seu laboratório, percorrendo as enfermarias, fazendo necropsias, e por fim, já estava dando aulas aos próprios colegas e ajudá-los a passar nas rigorosas provas do professor Chapot Prévost.
Nesta época, estavam acontecendo grandes progressos na medicina, em 1907 a febre amarela havia sido extinta na cidade do Rio de Janeiro, e a doença de Chagas foi descoberta. Nesta época, Gaspar ainda estudante de medicina, passou em primeiro lugar no concurso para o Hospital Nacional, e foi lá que ele encontrou o também paraense Bruno Álvares da Silva Lobo, com quem dividira várias experiências e aprendizados. Os dois assinaram, Viana como coautor, a autoria do livro “Estrutura da célula nervosa”. Essa passagem foi a estreia dele na literatura médica. O melhor mesmo veio em seguida, em 1908, quando foi convidado para ser o chefe do serviço de histopatologia do Instituto Oswaldo Cruz, um ano antes de completar o curso superior. No período de 1910 a 1914, o incansável e laborioso cientista publicou 21 trabalhos, relatando notáveis descobertas nas áreas de protozoologia, microbiologia, anatomia patológica e quimioterapia.

## Pesquisas sobre a leishmaniose

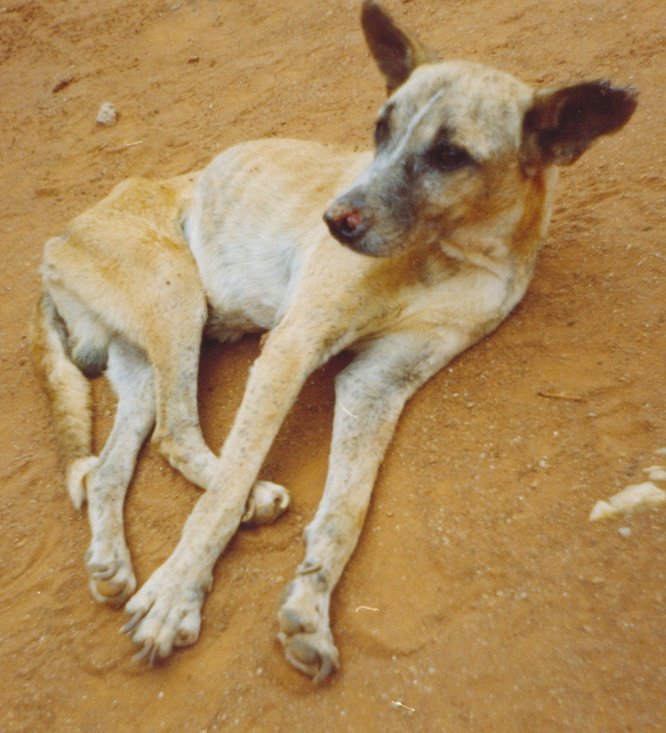
Cachorro com leishmaniose visceral exibindo os sintomas típicos da espécie.

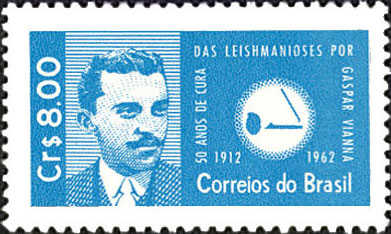
Selo comemorativo

Numa época, em que o Brasil vivia um momento de grandes obras, como a das ferrovias que iam de Bauru (SP) em direção a Mato Grosso, elas trouxeram uma série de epidemias, como a "úlcera Brava" ou “úlcera de Bauru”. Adolpho Lindenberg, Antonio Carini e Ulysses Paranhos foram os primeiros estudiosos a pesquisarem a moléstia apontando seu agente como L. tropica. Por outro lado, Gaspar Vianna, em 1911, em suas observações, descobriu uma nova espécie desse agente, a qual chamou Leishmania braziliensis, protozoário causador da leishmaniose cutâneo-mucosa. Ele foi além, não restringindo seus estudos à proposição da espécie e assim descobriu o tratamento da doença. Em 1912, Vianna comprovou que o tártaro emético ou antimonial era eficaz para conter a enfermidade, abrindo caminho para o uso da substância também no granuloma venéreo e na esquistossomose. Era o marco inicial da quimioterapia anti-infecciosa.
O trabalho de descoberta do patologista foi então publicado em alemão e teve repercussão mundial, com eficácia extraordinária comprovada no tratamento da leishmaniose cutâneo-mucosa e nos casos mais graves de leishmaniose visceral ou calazar.

## Outros trabalhos
Na sequência, ele ainda realizou outros trabalhos importantes para a Medicina Tropical, a respeito da blastomicose e outros micoses, e ainda sobre a evolução do Trypanosoma cruzi nos tecidos humanos e de animais. Contudo, pouco destaque tem sido dado aos seus estudos em neuropatologia. Ele foi o primeiro a descrever a histopatologia e a patogênese da encefalite chagásica na fase aguda da doença de Chagas. Após a descrição clínica da nova doença humana causada pelo Trypanosoma cruzi, em 1909, Carlos Chagas (1879-1934) convidou Gaspar Vianna para fazer a caracterização histopatológica da nova entidade. O estudo da anatomia patológica da doença de Chagas mostrava-se essencial para a confirmação do quadro clínico da doença e sua aceitação como nova entidade nosológica. Ele dedicou-se com afinco a essa tarefa, estudando amostras dos órgãos de 10 pacientes autopsiados por Carlos Chagas, dos quais, um deles, uma criança de três meses de idade, foi o primeiro caso fatal da fase aguda da doença. Os achados foram publicados em 1911.
Passados mais de 100 anos, esse estudo pioneiro de Gaspar Vianna permanece como exemplo de descrição minuciosa e ainda atual do envolvimento do sistema nervoso central na fase aguda da doença de Chagas. Além disso, a descrição da neuropatologia da encefalite chagásica por Gaspar Vianna representa um exemplo incomum e ainda atual de contribuição para o conhecimento de aspectos novos de uma nova doença descoberta dois anos antes, relativos ao ciclo evolutivo intracelular do T. cruzi, e à histopatologia e patogênese do envolvimento do SNC causado por esse parasita, em uma única publicação envolvendo o estudo de um único paciente.

## Morte
Aos 29 anos, em 1914, enquanto fazia a necropsia do cadáver de uma vítima de tuberculose, buscando uma cura para a doença, fez uma incisão no tórax em ponto onde, ele não sabia, havia grande quantidade de líquidos contaminados sob grande pressão torácica. Aberta a incisão, um jato contaminado atingiu sua boca, infectando-o com uma grave infecção tuberculosa que evoluiu para granulia e meningite, falecendo assim dois meses depois, no dia 14 de junho daquele ano, no Rio de Janeiro.

## Legado
Gaspar Vianna foi um dos maiores pesquisadores do ramo da medicina, o que lhe dá até os dias de hoje um grande reconhecimento, e prestígio que o fazem figurar ao lado de grandes nomes da história da medicina brasileira, como Carlos Chagas, Oswaldo Cruz e Vital Brazil. No Pará, vários monumentos e logradouros levam o seu nome como o Hospital das Clínicas Gaspar Vianna, a Rua Gaspar Viana e o Laboratório Gaspar Viana.
Foi eleito o paraense do século XX na promoção feita para a comemoração dos 25 anos da TV Liberal em que várias grandes personalidades da História do Estado, foram selecionadas, e concorreram ao título, que foi vencido por Gaspar. Em 1998, numa pesquisa promovida pela revista 'Médicos, do Hospital das Clínicas da Universidade de São Paulo mediante consulta a 52 escolas médicas, 47 sociedades de especialidades, 22 Conselhos Regionais de Medicina, 20 Associações Médicas Estaduais, Conselho Federal de Medicina, Associação Médica Brasileira e Federação Nacional dos Médicos, Gaspar Vianna foi eleito um dos 10 maiores nomes da medicina brasileira no Século XX, ao lado de Oswaldo Cruz, Carlos Chagas, Adolfo Lutz, Rocha Lima,  Euryclides Zerbini, Adib Jatene, Ivo Pitanguy, Rocha e Silva e Sérgio Ferreira.